# IPROLAM
IPROLAM (Heavy Engineering Corporation) este o companie care asigură servicii de proiectare în domenii precum metalurgie, utilaje și echipamente mecanice, arhitectură, construcții, instalații electrice, automatizări.
Compania a fost înființată la data de  1 iulie 1959, sub numele de Institutul de Proiectări Secții și Uzine de Laminare, ca o necesitate a economiei pentru reconstrucția, modernizarea și dezvoltarea metalurgiei prelucrătoare românești, prin unirea proiectanților specialiști proveniți din sectorul „țevi” de la Uzinele Republica și IPROMET din București, având la acel moment un colectiv format din 320 de persoane.
După anul 1975 au apărut o mulțime de capacități de producție răspândite pe întreg teritoriul țării, care veneau fie în completarea și integrarea fluxurilor, fie ca obiective noi. 
Au apărut nume noi pe harta localităților metalurgice: Târgoviște, Zalău, Beclean, Zimnicea, Hârșova, Drobeta Turnu-Severin, Călărași, Focșani ca și obiective cu producții specializate: Cordul metalic de la Buzău, țevile de dimensiuni foarte mari de la Galați, Otelinox-urile de la Târgoviște, șina de la Călărași. 
Necesitățile industriei și competența profesională a proiectanților din IPROLAM au făcut ca aceasta să se regăsească în proiectele și lucrările de dotare cu minilaminoare și linii de proces a unor unități din Brașov (Tractorul, Roman, Rulmentul), Alexandria, Drăgășani, Craiova (OLTCIT), Satu Mare, Șimleul Silvaniei, București (Grivița), Brăila (Laminorul). 
În paralel, au fost proiectate obiective industriale pentru alte sectoare economice sau administrative:
- Structura de rezistență a "corp A" la Palatul Parlamentului
- Secția de Butelii de înaltă presiune de la Buzău (MTTc)
- Mașina pentru aripi de ROMBAC la Întreprinderea de Avioane Băneasa
- Betatronul de la Spitalul Fundeni
- Presele de electrozi siderurgici Titu, etc
- Secție de cuptoare adânci la MAXHÜTTE Germania

Începând cu 1999 compania a implementat sistemul de management al calității ISO 900; din 2005 sistemul de management al mediului ISO 14001, iar din 2008 sistemul de management al sănătății și securității ocupaționale OHSAS 18001, certificare făcută de către firma Germanisher Lloyd. 
IPROLAM are marca și domeniul de activitate înregistrate la OSIM cu nr. 81154, precum și la Institutul de mărci de la Geneva sub nr. 391192/1972.
În 2003 făcea parte din grupul Uzinexport.
Cifra de afaceri în primele nouă luni din anul 2007: 2,9 milioane euro.